# Trachelipus caucasius
Trachelipus caucasius är en kräftdjursart som först beskrevs av Karl Wilhelm Verhoeff 1918.  Trachelipus caucasius ingår i släktet Trachelipus och familjen Trachelipodidae. Inga underarter finns listade i Catalogue of Life.